# 原子发射光谱法

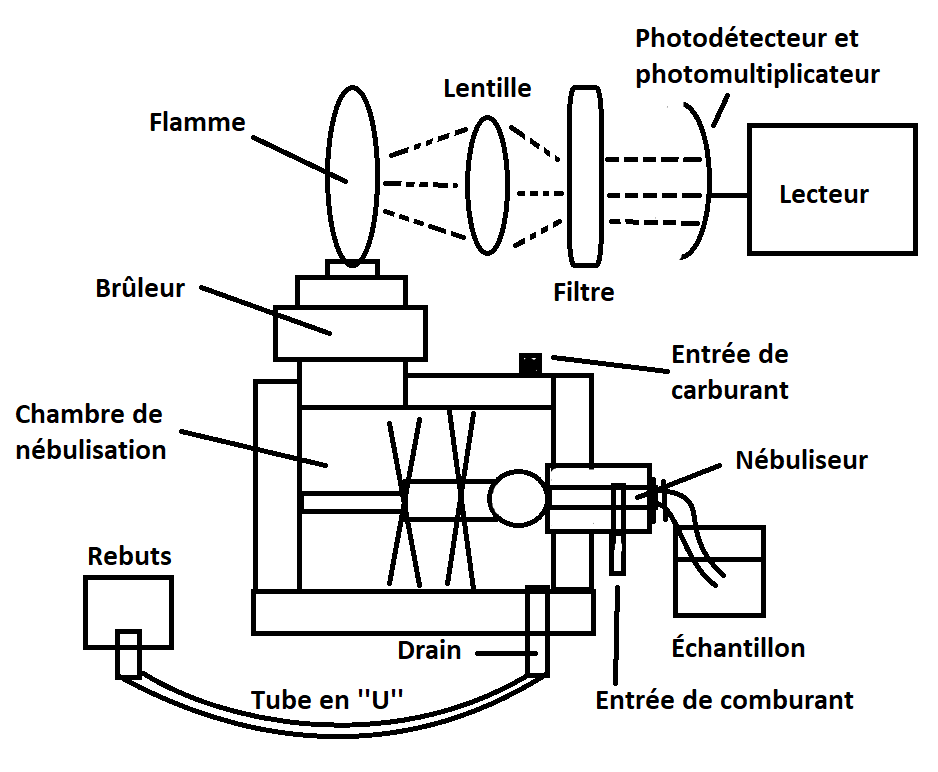
火焰光度计

原子发射光谱法（英語：Atomic Emission Spectroscopy，缩写），是一种利用受激发气态原子或离子所发射的特征光谱来测定待测物质中元素组成和含量的方法。为光学分析中较早诞生的分析方法之一，其雏形在1860年代即已形成。

## 原理

### 光谱产生
- 基态：通常情况下，原子处于稳定状态，电子在能量最低的轨道能级上运动。
- 激发态：当原子受到外来的能量，如光、电、热的作用时，原子中最外层电子被激发，从基态跃迁到较高能级。
- 原子发射：处于激发态的原子、离子是很不稳定的，在极短的时间，电子就要从激发态迁回基态、能级较低的激发态；这时电子以电磁辐射的形式将多余的能量释放出来。
- 特征光谱：由于每一种元素都有其特有的电子构型（特定的能级层次）， 所以元素的原子只能发射本身特有的波长的光，经过分光系统得到各元素发射的互不相同的光谱。

### 光谱线
- 原子线：原子最外层电子的能级跃迁产生的谱线；如Ca(I)422.67mm为钙的原子线。
- 发射线：在原子发射的所有谱线中，由高能态迁回基态时所发射的谱线；如莱曼线系是氢原子的发射线。
- 离子线：离子的外层电子受激发，产生的谱线；如Ca(Ⅱ)396.9mm、Ca(Ⅲ)376.2mm分别为钙的一级、二级电离线。

## 光谱仪
光谱仪用光敏元件来接受分析谱线，将强度信号转化为电信号，从而读出谱线强度、分析结果；主要有激发源、分光系统、检测系统组成。
- 激发源：是为试样蒸发、原子化提供能量，从而发射光谱；通常要求激发源灵敏度高、稳定性强、再现性强。目前，常用的激发源为直流电弧、低压交流电弧、高压火花、电感耦合等离子体、微波等离子体等。
- 分光系统：是将样品中的待测元素的激发态原子发射的特征光，进行分光，得到按波长顺序排列的光谱；常用由棱镜、光栅两种分光系统。
- 检测系统：是将原子发射的光谱记录、检测出来，以进行分析。

### 火焰光度计
这种仪器的结构简单，常用于碱金属、钙等几种简单的元素测定，特别用于钠、钾的测定。
试液经过雾化后，喷入燃烧的火焰中，溶剂在火焰中蒸发，盐粒熔融转化为蒸气，由火焰高温激发发光，光经切光器调制，由单色器色散，或者由滤光片分离出特征谱线，经光电转换、电信号放大后测定其强度。

## 定性分析
- 灵敏线：每种元素的原子光谱线中，具有一定强度、能标记某元素存在的特征谱线；通常都是一些容易激发（激发电位低）的谱线。
- 最后线：如果把含有某种元素的溶液不断稀释，光谱线不断减少，当元素含量减少到最低点，仍能出现的谱线。

### 铁光谱比较法
铁的谱线较多，而且分布在较广的波长范围内（210～660nm内有几千条谱线），相距近，每条谱线的波长已测定。
以铁的光谱线作为波长的标尺，将各个元素的最后线标在铁光谱相应的位置上，制成元素光谱图。在分析时，将待测样品与纯铁同时并列摄谱于同一感光板，在映谱仪上用元素光谱图与样品光谱对照，如谱线重合，则可认为存在该元素。

## 定量分析
- 基体效应：试样基体的物理、化学变化，常会强烈影响待测元素的谱线，给分析带来干扰。

### 三标准试样法
又称工作曲线法，将三个含有不同浓度的待测元素的样品、待测试样，在相同条件下激发光谱，以分析线的强度、内标法分析线对强度比的对数值，对浓度的对数值，作工作曲线分析。